# Peter Schlabach
Peter Schlabach (* 27. Mai 1834 in Homberg (Ohm); † 23. August 1908 in Wetzlar) war ein deutscher Bankkaufmann, Sparkassendirektor und Mitglied des Preußischen Abgeordnetenhauses. 

## Leben
Peter Schlabach hatte eine Ausbildung zum Bankkaufmann absolviert und wurde mit Veröffentlichung des hessischen Innenministeriums/Ministerium für Handel, Gewerbe und öffentliche Arbeiten vom 3. September 1875 für eine dreijährige Amtszeit als Beisitzer des Verwaltungsrats der Kreissparkasse Wetzlar bestätigt.
Am 5. November 1900 wurde er als Mitglied der Deutschkonservativen Partei aus dem Wahlkreis Koblenz 1/Wetzlar in das Preußische Abgeordnetenhaus gewählt. 